# Gustavo Giron Marulanda
Gustavo Giron Marulanda (La Unión, Valle del Cauca, 12 de junio de 1986) es un futbolista colombiano con nacionalidad australiana, actualmente juega en el Bayswaer de la Segunda División Australiana.

## Trayectoria

### Inicios
Gustavo Giron Marulanda hizo sus inicios en La Unión Futbol Club, a los 17 años es fichado por el Once Caldas S. A. para jugar una temporada con la sub-17 de dicho equipo, luego vuelve a La Unión Futbol Club, un año después vuelve a fichar con el Once Caldas S. A. para así afrontar el torneo nacional sub-20, después firma con el Deportivo Pereira firma por dos temporadas antes de migrar a Perth Australia.

### Bayswater SC
En su llegada al país de los canguros es fichado por el Bayswater SC de la National Premier Soccer League, es este equipo que lo catapulto en su carrera futbolística, logrando un sinnúmero de títulos y logros a nivel personal.
El Bayswater era un equipo de tercera división y su llegada en el 2010 juega con el bayswater y se consagran campeones y ascienden a la national premier leagues y alcanza la bota de oro, 2011 juegan la National Premier Leagues logrando la tercera posición y la bota de oro, en el 2012 se ubicaron en la cuarta posición y logra la bota de oro, 2013 con el Bayswater alcanzan la mejor temporada de la historia del club, obteniendo el título de la national premier leagues y también logrando su cuarta bota de oro, 2014 con el Bayswater logran consolidarse campeón nuevamente de la National Premier Leagues logrando así algo sin precedentes, 2015 de nuevo conquistan la national premier leagues y logra su quinta bota de oro. Para el 2016 un año de nuevas experiencias, al jugar unos partidos con el Bayswater consiguiendo 7 goles.

### Arema Cronus
Es fichado por Arema Cronus de Indonesia y empieza a escribir una nueva historia.

### Gresik United
Para mitad del 2016 llega al Gresik United de la Primera División de Indonesia.

## Clubes
| Club      | País      | Año             | Partidos | Goles |
| --------- | --------- | --------------- | -------- | ----- |
| Bayswater | Australia | 2009 - 2015     | 150      | 120   |
| Arema     | Indonesia | 2016            | 10       | 3     |
| Gresik    | Indonesia | 2016 - 2017     | 12       | 4     |
| Bayswater | Australia | 2017 - Presente | 31       | 25    |